# Soňa Marková
Soňa Marková, rozená Sobotová, (* 25. února 1963 Hradec Králové) je česká politička, v letech 2002 až 2017 byla poslankyní Poslanecké sněmovny za KSČM.

## Vzdělání, profese a rodina
Roku 1987 vystudovala učitelství pro 5. – 12. ročník na Pedagogické fakultě v Hradci Králové (aprobace ruský jazyk a dějepis). Pro promoci učila na základní škole v Náchodě, kde pracovala až do svého zvolení do parlamentu v roce 2002.
S manželem vychovala dvě děti, syna Václava a dceru Terezu. V roce 2005 se se svým manželem rozvedla.

## Politická kariéra
V roce 1986 vstoupila do KSČ. Zpětně to komentovala následovně: „Rozhodovala jsem se na základě příkladu svých rodičů, kteří byli poctivými a pracovitými lidmi.“ Později zůstala v nástupnické KSČM.
Roku 1998 se stala neuvolněnou místopředsedkyní a Okresního výboru KSČM v Náchodě v roce 2000 jeho předsedkyní. Za okres Náchod zasedala v Ústředním výboru KSČM. V komunálních volbách roku 1998, komunálních volbách roku 2002, komunálních volbách roku 2010 a komunálních volbách roku 2014 byla zvolena za KSČM do zastupitelstva města Náchod. Profesně se k roku 1998 uvádí jako učitelka.
Ve volbách v roce 2002 byla zvolena do poslanecké sněmovny za KSČM pro volební obvod Královéhradecký kraj. Byla členkou sněmovního výboru pro evropskou integraci (od roku 2004 oficiálně výbor pro evropské záležitosti), v letech 2004–2006 jako jeho místopředsedkyně. Poslanecký mandát obhájila ve volbách v roce 2006. Zůstala místopředsedkyní výboru pro evropské záležitosti a byla členkou výboru pro zdravotnictví. Opětovně byla do sněmovny zvolena ve volbách v roce 2010. Do ledna 2012 působila na postu místopředsedkyně výboru pro evropské záležitosti, nyní je místopředsedkyní výboru pro zdravotnictví.
V roce 2008 kandidovala na post předsedkyně komunistické strany, ale nezískala dostatečnou podporu. Hlasovalo pro ni jen pět delegátů. Byla první ženou, která se o tento vrcholný post v komunistické straně ucházela. Ve stínové vládě KSČM spravuje resort zdravotnictví a průřezový resort rodiny a rovných příležitostí.
Ve volbách do Poslanecké sněmovny PČR v roce 2013 kandidovala v Královéhradeckém kraji jako lídryně KSČM a byla zvolena. Ve volbách do Poslanecké sněmovny PČR v roce 2017 obhajovala svůj poslanecký mandát za KSČM v Královéhradeckém kraji z druhého místa kandidátní listiny. Ve volbách získala v tomto kraji KSČM pouze jeden mandát, Soňa Marková tak svůj poslanecký mandát neobhájila.
Ve volbách do Senátu PČR v roce 2018 kandidovala za KSČM v obvodu č. 47 – Náchod. Se ziskem 9,60 % hlasů skončila na 4. místě.
Ve sněmovních volbách v roce 2025 kandiduje na 3. místě kandidátní listiny hnutí Stačilo! v Královehradeckém kraji.